# Сербин Іван Федорович
Сербин Іван Федорович — полковник лубенський (1670 —1676, з перервами), зять кошового отамана Івана Сірка, носив герб Леліва.
Лубенський полковник у 1671 році та з травня 1672 року до серпня 1676 року. Брав участь у поході гетьмана Івана Самойловича у Правобережну Україну в 1674 році, поході на Чигирин проти Петра Дорошенка в березні 1676.